# Алендорф (Едер)
Алендорф (њем. Allendorf) општина је у њемачкој савезној држави Хесен. Једно је од 22 општинска средишта округа Валдек-Франкенберг. Према процјени из 2010. у општини је живјело 5.662 становника. Посједује регионалну шифру (AGS) 6635001.

## Географија
Алендорф се налази у савезној држави Хесен у округу Валдек-Франкенберг. Општина се налази на надморској висини од 306 метара. Површина општине износи 41,8 km².

## Становништво
У самом мјесту је, према процјени из 2010. године, живјело 5.662 становника. Просјечна густина становништва износи 135 становника/km².

## Међународна сарадња
| Мјесто | Држава    | Врста сарадње | Од    |
| ------ | --------- | ------------- | ----- |
| Бонвал | Француска | партнерство   | 1981. |
| Извор  |           |               |       |